# Florica Musicescu
Pour les articles homonymes, voir Musicescu.
Florica Musicescu, née le 21 mai 1887 à Iași (royaume de Roumanie) et morte le 19 mars 1969 à Bucarest (République socialiste de Roumanie), est une pianiste et pédagogue musicale roumaine.
Elle est fille du compositeur, chef d'orchestre et musicologue Gavriil Musicescu.

## Biographie

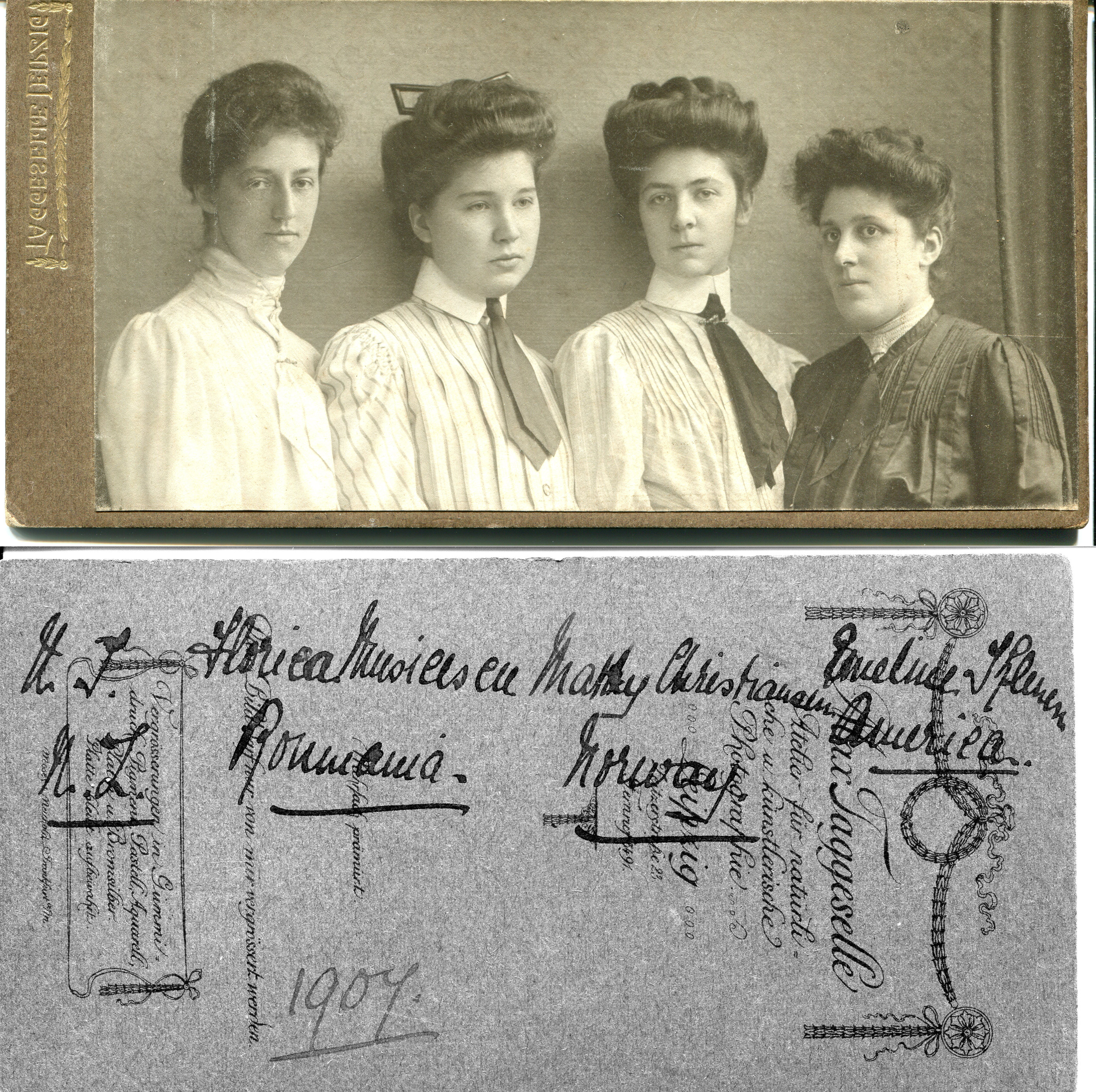
Quatre élèves du Conservatoire de musique de Leipzig, 1907. De gauche à droite : Ursula Tewsley (Nouvelle-Zélande), Florica Musicescu (Roumanie), Mally Christiansen (Norvège), Emeline Thlenen (Amérique).

Florica Musicescu enseigne la musique pour piano pendant de nombreuses décennies au Conservatoire de Bucarest (connu sous le nom d'Académie royale de musique avant la Seconde Guerre mondiale). Pour ses conseils magistraux et son mentorat, elle est considérée comme l'une des fondatrices de l'École roumaine de musique pour piano. De nombreux pianistes célèbres du XXe siècle sont issus de cette école, notamment Mihai Brediceanu, Paul Dan, Laurențiu Profeta, Dan Grigore, Mindru Katz, Dinu Lipatti, Myriam Marbe, Radu Lupu, Hilda Jerea, Svetla Protich, Madeleine Cantacuzene, Sorin Enăchescu, Maria Fotino, Corneliu Gheorghiu, Marietta Orlov, Shulamith Shapira et Tamás Vesmás.